# Condom-d’Aubrac
Condom-d’Aubrac – miejscowość i gmina we Francji, w regionie Oksytania, w departamencie Aveyron. W 2013 roku jej populacja wynosiła 321 mieszkańców. Przez teren gminy przepływa potok Boralde de Saint-Chély-d’Aubrac. 